# Isländische Eishockeyliga 2019/20
Die Saison 2019/20 war die 28. Spielzeit der isländischen Eishockeyliga, der höchsten isländischen Eishockeyspielklasse.  Meister wurde erneut Skautafélag Akureyrar, der sich nach 16 Spieltagen durchsetzen konnte.

## Modus
Insgesamt nahmen drei Mannschaften an der Meisterschaft teil. Insgesamt traf jedes Team acht Mal auf jedes andere Team, sodass 16 Spieltage absolviert wurden. Für einen Sieg gab es drei, für eine Niederlage keine Punkte. Meister wurde das Team, das nach den 16 Spieltagen die meisten Punkte gesammelt hat.

## Hauptrunde
| Pl. |                         | Sp | S  | N  | Tore  | Punkte |
| 1.  | Skautafélag Akureyrar   | 16 | 14 | 2  | 74:28 | 42     |
| 2.  | Ungmennafélagið Fjölnir | 16 | 10 | 6  | 57:50 | 30     |
| 3.  | Skautafélag Reykjavíkur | 16 | 0  | 16 | 25:78 | 0      |

Sp = Spiele, S = Siege, N = Niederlagen